# Golfo Motovskij
Il golfo Motovskij (in russo Мотовский залив?, Motovskij zaliv) è un'insenatura lungo la costa settentrionale russa, nell'oblast' di Murmansk, amministrata dal Pečengskij rajon, dal Kol'skij rajon e dal circondario della città chiusa di Zaozërsk. È situato nella parte sud-occidentale del mare di Barents.

## Geografia
Il golfo si apre verso est, 50 km a est del confine norvegese, stretto tra la penisola Rybačij (полуостров Рыбачий) a nord, la penisola Srednij (полуостров Средний) a ovest e la terraferma a sud. L'ingresso è compreso tra capo Šarapov (мыс Шарапов) a nord e capo Dobrjagin (мыс Добрягин) a sud. Ha una lunghezza di circa 43 km e una larghezza massima di 15 km. La profondità massima è di 281 m.
Le coste sono ripide e rocciose. Le acque gelano solo negli inverni più rigidi.

### Insenature
Il golfo si dirama in numerose insenature minori. Partendo da ovest, si incontrano:
- Il golfo Kutovaja (губа Кутовая), sulla penisola Srednij.
- Il golfo Bol'šaja Motka (губа Большая Мотка), verso nord, tra le penisole Srednij e Rybačij.
- La baia Ozerko (бухта Озерко), un proseguimento a nord del golfo Bol'šaja Motka.
- Il golfo della Titovka (губа Титовка), verso sud, di fronte al golfo Bol'šaja Motka.
- Le piccole baie Kislucha (губа Кислуха) e Sennucha (губа Сеннуха), leggermente a est del golfo della Titovka. La prima è lunga 1,5 km[3] e larga poco più di 1 km,[4] la seconda è lunga 950 m[5] e larga 1,5 km.[6]
- Il golfo della Ėjna (губа Эйна), al centro della costa meridionale della penisola Rybačij.
- Il golfo della Zapadnaja Lica (губа Западная Лица), una lunga insenatura nella parte centro-meridionale del golfo.
- Il golfo Solenaja (губа Соленая), poco a est del golfo precedente. Lungo quasi 1,8 km[7] e largo poco più di 1 km.[8]
- Il golfo Vičany (губа Вичаны), poco a est della baia precedente.
- Il golfo del Moče (губа Моче), a est del golfo della Ėjna e di fronte alle tre insenature precedenti. Lungo 350 m[9]e largo 900 m circa[10]
- Il golfo Malaja Korabel'naja (губа Малая Корабельная), a est del golfo Moče. Lungo 400 m circa.[11] e largo 1,5 km.[12] Nonostante il nome, la Malaja Korabel'naja, insieme alla Bol'šaja Korabel'naja, sfociano in un'insenatura leggermente più a est.

### Immissari
Il golfo è alimentato da numerosi immissari: tra essi, il torrente Mogil'nyj (ручей Могильный) si getta direttamente nel golfo; la Titovka (река Титовка), la Zapadnaja Lica (река Западная Лица), la Malaja Lica (река Малая Лица), la Ėjna (река Эйна) e il Moče (река Моче) sfociano prima nelle insenature omonime; il Korabel'nyj (река Корабельный) nel golfo Malaja Korabel'naja. Diversi altri fiumi sfociano nel golfo Bol'šaja Motka e nella baia Ozerko.

### Isole
Da ovest a est, nel golfo si trovano le seguenti isole tutte lungo la costa meridionale (escluse quelle completamente all'interno delle insenature secondarie):
- Ovečij, all'uscita del golfo della Titovka
- Titovskij, all'uscita del golfo della Titovka e a sud di Ovečij.
- Mogil'nyj, a nord del promontorio che separa la baia Kuslucha dalla baia Sennucha
- Kuvšin, all'imboccatura del golfo della Zapadnaja Lica.
- Bljudce, piccola isola a nord del golfo Vičany.
- Isole Vičany, due isole e alcuni isolotti a sud di Bljudce e all'ingresso dell'omonimo golfo.
- Krestovyj, piccola isola tra capo Lukovoj (мыс Луковой) e capo Dobrjagin.

Oltre a queste ci sono anche alcune isole senza nome, la più grande delle quali poco a nord della foce del Mogil'nyj.

## Storia
Nel XIX e all'inizio del XX secolo, durante il governatorato di Arcangelo, il golfo era conosciuto come "Tomba delle Balene" (Китова могила, Kitova mogila), perché a volte le onde vi spingevano le loro carcasse.